# Televisión Melilla
Televisión Melilla, conocida también como TVM, es la cadena de televisión pública de la Ciudad Autónoma de Melilla, España. Su misión es ofrecer contenidos informativos, culturales y de entretenimiento que reflejen la realidad social y cultural de la ciudad. Es operada por la empresa pública RTV Melilla, propiedad de la Ciudad Autónoma de Melilla.

## Historia
TVM comenzó sus emisiones el 8 de julio de 1994, bajo la denominación de INMUSA (Información Municipal Melilla, S.A.). En sus primeros años, la programación se centró en contenidos locales y culturales, con especial atención a la diversidad lingüística de la ciudad. En 2014, con motivo de su 20º aniversario, la cadena rindió homenaje a Paco Platero, fundador de Tele9, precursor de la actual Televisión Melilla.
A lo largo de los años, TVM ha evolucionado tecnológicamente, destacando la digitalización de su archivo audiovisual en 2018, con una inversión de 172.000 euros para preservar más de 20.000 unidades en diversos formatos.

## Imagen corporativa y línea gráfica
La identidad visual de Televisión Melilla se caracteriza por el uso de tonos azules y turquesas, reflejando modernidad y cercanía. El logotipo actual presenta una tipografía limpia y un diseño minimalista, con la letra "M" estilizada, simbolizando la conexión con la ciudad y su gente.

## Programación
Televisión Melilla (TVM) ofrece una programación variada y adaptada a los intereses de los melillenses, combinando noticias, entretenimiento, deportes y cultura. Su programación está dirigida a todos los públicos, con especial énfasis en los contenidos locales, lo que la convierte en un referente para la ciudadanía. A lo largo de su historia, TVM ha ido incorporando nuevos espacios y formatos, manteniéndose siempre en sintonía con las demandas del público.

#### Informativos
- TVM Noticias: Informativo principal que se emite varias veces al día, proporcionando un resumen completo de las noticias más relevantes de la jornada, tanto a nivel local como nacional.
- El Reloj de la Ciudad: Informativo vespertino que combina noticias de última hora con reportajes especiales sobre temas sociales, culturales y económicos de Melilla.[4]

#### Entretenimiento y cultura
- Cultura Viva: Espacio que se centra en las manifestaciones culturales de la ciudad, incluyendo entrevistas con artistas locales, exposiciones y eventos culturales.
- Rostros de Melilla: Programa que ofrece una mirada cercana a la vida de personajes destacados de la ciudad, desde líderes comunitarios hasta figuras influyentes en la cultura y el deporte melillense.
- Caña y Carrete: Espacio de música y humor que ofrece a los espectadores una mezcla de entrevistas, actuaciones en vivo y segmentos divertidos, enfocados principalmente en la música popular y las tradiciones melillenses.
- Queremos la tarde: Programa en vivo que se emite por las tardes, donde se abordan temas de actualidad social, cultura, tecnología y viajes.[5]

#### Deportes
- El Balón Melillense: Programa semanal dedicado a repasar los resultados y la actualidad del deporte en Melilla, con especial enfoque en el fútbol, baloncesto y otros deportes populares en la ciudad.[6]

## Programación Especial
Televisión Melilla (TVM) emite a lo largo del año diversos contenidos especiales relacionados con eventos destacados del calendario local de la Ciudad Autónoma de Melilla. Esta programación incluye retransmisiones en directo, reportajes, documentales y espacios temáticos centrados en celebraciones religiosas, culturales y populares, con el objetivo de reflejar la actualidad y las tradiciones del entorno local.

### Semana Santa
Durante la Semana Santa de Melilla, TVM produce y emite el programa Tiempo de Pasión, que cubre en directo todas las procesiones desde el Domingo de Ramos hasta el Domingo de Resurrección.
- La cobertura incluye la salida de los pasos, los recorridos oficiales, momentos destacados como los encierros y entrevistas con miembros de las cofradías.
- El programa está conducido por un equipo de periodistas y técnicos que se despliegan por toda la ciudad, incluyendo plató central, cámaras móviles y comentaristas en puntos estratégicos.
- Se complementa con reportajes especiales, como visitas a las casas de hermandad, talleres de imaginería y la historia de las cofradías melillenses.
- Incluye también la sección Entre milenios, un espacio de archivo audiovisual donde se recuperan momentos históricos de la Semana Santa de Melilla.

### Ramadán
Con motivo del mes sagrado del Ramadán, TVM emite el programa El Paraíso de Ramadán, una producción original que aborda temas religiosos, sociales y culturales relacionados con el islam.
- El programa se divide en tres bloques: espiritual (recitación del Corán, reflexión religiosa), intelectual (charlas, entrevistas con imanes y expertos) y social (solidaridad, convivencia, gastronomía tradicional).
- Se incluyen también piezas sobre la comunidad musulmana de Melilla, su historia, costumbres y aportes a la identidad local.

### Feria de Melilla
Durante la celebración de la Feria de Melilla, a finales de agosto y principios de septiembre, TVM despliega una programación especial con contenidos festivos y de entretenimiento:
- Cobertura diaria desde el recinto ferial con conexiones en directo desde casetas, conciertos y zonas de ocio.
- Entrevistas a artistas, responsables de casetas y visitantes.
- Retransmisión de espectáculos musicales y culturales desde el Auditorium Carvajal y la Plaza de toros de Melilla.
- Especiales gastronómicos y reportajes sobre la historia y evolución de la feria.

### Semana de Cine de Melilla
En el marco de la Semana de Cine de Melilla, un evento cultural consolidado en la ciudad, TVM emite contenido especial que puede incluir entrevistas con organizadores y participantes, retransmisiones o resúmenes de las actividades programadas, y piezas sobre la historia del certamen. Este ciclo cinematográfico, que se celebra anualmente, reúne proyecciones, charlas y actividades en torno al mundo del cine, y cuenta con la cobertura parcial de la televisión pública local.

### Otras Celebraciones
TVM también dedica programación especial a otras fechas señaladas del calendario local y nacional:
- Fiestas patronales (Virgen de la Victoria, Día de Melilla).
- Carnaval: cobertura del concurso de chirigotas y desfiles.
- Navidad y Año Nuevo: galas especiales, programación infantil y recopilatorios del año.
- Día Internacional de la Mujer, Día de la Constitución y otras efemérides con contenidos conmemorativos y temáticos.

## Instalaciones
Las instalaciones de Televisión Melilla se encuentran en la Avenida Carlos V, en el centro de la ciudad. En 2019, la cadena celebró su 25º aniversario con la inauguración de nuevas instalaciones, mejorando su capacidad técnica y operativa.

## Audiencias
Según un estudio encargado por TVM en 2021, la cadena alcanzó su pico máximo histórico de audiencia con un 70,3% de personas que veían al menos un programa durante la semana. Además, es el segundo medio más elegido por los melillenses para informarse de la actualidad local, con un 27,3% de cuota dentro del conjunto de medios.

## Premios y reconocimientos
Televisión Melilla ha sido reconocida por su compromiso con la calidad y la innovación. En 2021, obtuvo la certificación ISO 9001, acreditando un sistema de gestión de calidad que mejora el rendimiento de su producción y servicios.